# Гринберг, Мария Израилевна
Мари́я Изра́илевна Гри́нберг (24 августа [6 сентября] 1908, Одесса — 14 июля 1978, Таллин) — советская пианистка и педагог. 

## Биография

### Одесса
Мария Гринберг родилась в Одессе в интеллигентной еврейской семье. Её отец, сорокский Бессарабской губернии мещанин Сруль Аврамович (Абрамович) Гринберг (1883—1938), уроженец местечка Страшены, был учителем древнееврейского языка, в советское время выступал с литературной критикой в зарубежной периодической печати на иврите и одесской периодике на русском языке. Мать — дочь белоцерковского мещанина Фейга Даниелевна (Фаня Даниловна) Носкин (1881—?) — давала частные уроки игры на фортепиано. Родители заключили брак 20 ноября 1907 года в Одессе. Младшая сестра — музыкальный педагог Дина Израилевна Нейдинг.
Семья существовала более чем скромно, рояль для 10-летней Муси Гринберг купили одесские меценаты. До 18 лет Мария брала уроки фортепиано у известного одесского преподавателя Давида Айзберга. По курсу гармонии училась у выдающегося педагога — профессора Одесской консерватории, композитора Н. Н. Вилинского. Брала также уроки у профессора Берты Рейнгбальд.

### Учёба в Москве, первый брак
В Московскую консерваторию Гринберг поступила в класс профессора Феликса Блуменфельда, была замечена на вступительных экзаменах Генрихом Нейгаузом. После смерти Блуменфельда продолжала занятия с его ассистентом Владимиром Беловым и Константином Игумновым. В 1933 году приняла участие в Первом всесоюзном конкурсе пианистов. Особенно была отмечена критиком Григорием Коганом. В 1935 году Мария Гринберг стала обладательницей второго места на Втором всесоюзном конкурсе пианистов. Некоторое время состояла в браке с певцом Петром Киричеком, выступала и как его аккомпаниатор.

### Второй брак, репрессии
В 1937 году был арестован и расстрелян её второй муж Станислав Станде; в ночь на 31 декабря того же года по обвинению в участии в деятельности «сионистской организации контрреволюционного подполья» в Одессе был арестован её отец (расстрелян в 1938 году). Молодая пианистка, вошедшая в число самых перспективных советских пианистов, была уволена из всех государственных учреждений и нашла себе работу только в качестве аккомпаниатора любительской хореографической группы. Однако в тот период ради куска хлеба Мария Израилевна иногда нелегально участвовала в концертах, играя на литаврах. Позже ей вновь разрешили выступать как солистке. Более того, благодаря выдающемуся исполнительскому уровню Гринберг её выступления снискали большой успех, и пианистку вновь стали радушно принимать в концертных залах Москвы, Ленинграда, Риги, Таллина, Воронежа, Тбилиси, Баку и других городов по всей территории Советского Союза.

### 1950—1960-е годы
Уже после смерти Иосифа Сталина, когда Марии Гринберг исполнилось 50 лет, власти не стали возражать против её выступлений за границей. Всего Гринберг провела 14 исполнительских туров: 12 в восточноевропейских странах и 2 в Голландии, где она стала любимицей публики. Критики сравнивали её игру с искусством Владимира Горовица, Артура Рубинштейна и Клары Хаскил.
Звание заслуженного артиста РСФСР Гринберг получила только в возрасте 55 лет. Когда ей исполнилось 62, она стала профессором в Гнесинском институте.

### Последние годы
В 1968 году фирмой «Мелодия» был выпущен комплект из 13 пластинок со всеми 32 сонатами Бетховена (33Д-023459-84). Запись была осуществлена в Большом зале Московской государственной консерватории на рояле фирмы «Steinway» в 1964—1967 годах (звукорежиссёр Валентин Скобло). Стереофонический вариант был выпущен в 1975 году (С10-05573-98). Таким образом, Мария Гринберг оказалась первой советской пианисткой, вынесшей на суд публики полный цикл фортепианных сонат Бетховена. Запись получила восторженную оценку Дмитрия Шостаковича. Советская музыкальная пресса же умалчивала об этом титаническом труде. До первой рецензии пианистка не дожила трех месяцев, а в 1978 году в советском журнале «Музыка» критик Юденич назвала эту грамзапись «истинным подвигом искусства». Также были проигнорированы и не опубликованы многочисленные обработки пианистки. Особенной ценностью являются обработки для двух роялей и сольная версия Фантазии f-moll Шуберта.
На протяжении многих лет Гринберг выступала также в фортепианном дуэте вместе со своей дочерью Никой Забавниковой.
Исполнительский уровень Марии Гринберг был высок, но в силу целого ряда причин пианистка обычно оставалась в тени; за пределами СССР в профессиональных и любительских кругах она получила достойную оценку (Голландия, Польша, Чехословакия, ГДР). В настоящее время наблюдается возрождение интереса к наследию Марии Гринберг как в России и на Украине, так и за рубежом (Япония, Израиль, Америка, Европа).

### Педагогическая и методическая деятельность. Частная практика
Преподавать Гринберг начала ещё в юношеском возрасте, в Одессе. Преподавание являлось для неё чуть ли не главным стабильным источником заработка на долгие годы, практически до самой смерти. Взаимоотношения с частными учениками часто перерастали в человеческую дружбу на долгие годы. Например, Гринберг «шефствовала» над Наумом Штаркманом со времени смерти Константина Игумнова, безвозмездные занятия продолжались десятилетиями.
Мария Израилевна в частных занятиях существенно поднимала исполнительский и художественный уровень молодых пианистов, достигавших впоследствии больших успехов на эстраде, получавших заграничные гастроли и лучшие отечественные залы для выступлений. Именно горечь сознания своей невостребованности и постоянные финансовые заботы привели Гринберг к отказу от занятий с уже знаменитым Дмитрием Башкировым. На занятиях настаивала близкая подруга Гринберг Левинсон. Поводом послужила неудача Башкирова с записью сонат Бетховена.
В 1960 году Елена Фабиановна Гнесина пригласила Марию Гринберг преподавать в основанном ею институте.
В списке учеников Марии Израилевны можно найти Михаэля Бишоффбергера, Сергея Доренского, Рудольфа Керера, Анну Клас, Бруно Лукка, Дмитрия Паперно, Алексея Скавронского, Римму Скороходову, Виссариона Слонима, Михаила Мартина, Зельму Тамаркину, Григория Файна, Наума Штаркмана, Реджину Шамвили.

### Окружение, друзья, высказывания
Гринберг обладала большим чувством юмора. Так, в 1967 году, в период арабо-израильского конфликта, когда советская власть именовала Израиль не иначе, как «израильские агрессоры», пианистка представлялась как «Мария Агрессоровна».
«Бетховен научил меня мужественности, собранности… Он научил меня держаться в строгих рамках выражения, не теряя при этом ни мягкости, ни тонкости, ни богатства ощущений».
«Исполнитель в музыке может делать все, что хочет, если это логично и со вкусом».

### Судьба наследия
Подавляющее большинство записей Гринберг было лицензировано и опубликовано в Японии фирмами Denon и Triton (оцифровка студийных магнитных лент). Также в Италии была предпринята попытка нелицензированного издания записей Гринберг фирмой Arlecchino (оцифровка винила). В России фирмой «Мелодия» выпущены 32 сонаты Бетховена на компакт-дисках. Особенно следует отметить деятельность фирмы Vista Vera, выпускающей все уцелевшие звукозаписи пианистки, включая её методические труды. Издание отличается хорошим научно-исследовательским и реставрационным уровнем.
Многочисленные обработки пианистки не изданы. Имеются данные, что многие из них уцелели в архиве пианистки проф. Юлии Туркиной.